# Tech Music Schools
Tech Music Schools er en uddannelsesinstitution for nutidig musik. Skolen er beliggende i Acton i Vestlondon. Det er en sammenslutning af rytmiske musikskoler, der underviser musikere til musikindustrien i følgende discipliner: trommer, sang, guitar, bas og keyboard.

Skolerne er kendt for de mange tidligere elever, der i dag er kendte musikere, deribandt Phil Selway og Ed O'Brien (Radiohead). Gordon Moakes (Bloc Party) har tilkendegivet, at bandet øvede på skolerne, da Drumtech-elev Olly Betts var trommeslager.

## Historie
Skolen blev grundlagt i 1983 af trommelærer Francis Seriau, og er omtalt som den første rytmiske musikskole.. Skolen er siden vokset til et omfattende musikkollegie, der uddanner professionelle musikere. Tech Music Schools, som er anerkendt af University of West London, tilbyder en "bachelor of musik", en to-årig diplomuddannelse, et videregående uddannelse i populær musikudøvelse, en et-årig diplomuddannelse, et 3-måneders certifikat samt deltidskurser og privatundervisning, alt sammen leveret af lærere, der selv er udøvende musikere. Tech Music Schools er internationalt kendt og har et betydeligt antal elever fra Europa, Asien, Afrika og USA.

## Mæcener
- Nick Beggs
- Rob Burns
- Sam Brown
- Billy Cobham
- Jason Cooper
- Gary Husband
- John Jorgensen
- Andy Newmark
- Billy Ocean
- Ralph Salmins
- Rick Wakeman
- Gregg Wright

## Tidligere elever
- Mick Avory – The Kinks
- Richard Beasley – Gary Numan
- Olly Betts[5] – The Duke Spirit, Bloc Party
- Jon Brookes – Charlatans
- Julien Brown – A1, Will Young, Kylie Minogue, Romeo, Heather Small, Lynden David Hall, Mica Paris, Kano, Mariah Carey
- Me'sha Bryan – Bryan Ferry
- Luke Bullen – KT Tunstall, Joe Strummer
- Rob Cieka – The Boo Radleys
- Laurence Colbert – Supergrass, Ride, The Jesus and Mary Chain
- Jason Cooper – The Cure
- Nathan "Tugg" Curran – Basement Jaxx, Reef
- Mark Decloedt – EMF
- Aaron Fagan – Estelle, David Sneddon, Kanye West, Brandy, Marlon Saunders, Will Smith, John Legend, Nate James
- Graham Godfrey – Gabrielle, Soweto Kinch
- Brian Greene – George Benson, Cliff Richard
- Dominic Greensmith – Reef, Kubb
- Victoria Hart
- Mark Heaney – The Seahorses
- Ged Lynch – Black Grape, Peter Gabriel, Electronic, Public Enemy
- Tom Meadows – Lucie Silvas, Girls Aloud
- Aditya Narayan – Sa Re Ga Ma Pa
- Ed O'Brien – Radiohead
- Andie Rathbone – Mansun
- Mark Roberts – Massive Attack, Neneh Cherry, D:Ream
- Phil Selway – Radiohead
- Ashley Soan – Faithless, Squeeze, Del Amitri, Hear'Say, Lewis Taylor
- Sebastian Steinberg – Lily Allen
- Amy Studt
- Justin Welch – Elastica
- Pick Withers – Dire Straits
- Zarif

## Legater og stipendier
Skolen har et stort antal højt profilerede legater i samarbejde med flere magasiner og andre medier, deriblandt EMI’s Music Sound Foundation stipendier, som kun bliver tildelt 7 universiteter I Storbritannien, og hvis mæcener inkluderer Sir George Martin, Sir Paul McCartney, Yoko Ono, Sir Simon Rattle, Sir Cliff Richard, Diana Ross, Mstislav Rostropovich og Tina Turner.
Igangværende legatsamarbejder inkluderer The Stage, Marshall Amplification, Rhythm magazine, Total Guitar magazine, det franske Guitar Part magazine og det italienske Percussioni magazine.
Skolerne har forpligtet sig til at støtte det såkaldte Music Manifesto.